# ボーナススピンX
ボーナススピンX（BONUS SPIN X）は、1999年にシグマ（現KeyHolder）社が製造・販売しているメダルゲームのスロットマシン。SUPER 8 WAYSシリーズの一つである。

## 概要
9リール8ラインのビデオスロット。1 - 80（機種により40）枚までBETできる。ライン上に同じシンボル（ブランク除く、BAR、7は混合でも可）が揃う、7（色混合）が3つ以上揃う、センターにジョーカーが停止すると配当を得られる。また、センターにジョーカーが停止すると、フリースピンに突入する。

## シンボルと配当
弱い方からブランク→シングルバー→ダブルバー→トリプルバー→赤7→青7→ジョーカー。この順に配当が高くなり、ダブルダウンゲームの強さも強くなる。ジョーカーはWILDシンボルで全ての絵柄に代用可能で、1つ役に絡むごとに配当が2倍、2つで4倍となる。ただし、センタージョーカー及びジョーカー揃いを除く。
| 絵柄                         | 配当  | ダブルダウン時           |
| ---------------------------- | ----- | ------------------------ |
| ジョーカー(おじさん)         | 200倍 | 100倍、振り切り直前800倍 |
| 青7                          | 50倍  | 20倍                     |
| 赤7                          | 20倍  | 10倍                     |
| エニー7(色違いの7が3つ)      | 10倍  | 5倍                      |
| トリプルBAR                  | 5倍   | 4倍                      |
| ダブルBAR                    | 3倍   | 2倍                      |
| シングルBAR                  | 2倍   | 1倍                      |
| エニーBAR(違うBARが3つ)      | 1倍   | -                        |
| センタージョーカー(トリガー) | 1倍   | -                        |

| 個数    | 配当    |
| ------- | ------- |
| 9個全て | 5,000倍 |
| 8個     | 1,000倍 |
| 7個     | 500倍   |
| 6個     | 100倍   |
| 5個     | 10倍    |
| 4個     | 2倍     |
| 3個     | 1倍     |

## フリースピン
メインゲームでセンターリールにジョーカーが停止すると、筐体上部のホイールで回数の抽選が行われる。回数は4、5、7、10、20のいずれか。フリースピン中はジョーカーが固定され、何も揃わない場合でもベット数の配当を受けることが出来る。フリースピン開始前にセンタージョーカーを含むライン配当及びany配当がある場合、そのすべての配当にジョーカーの個数分の倍率が掛けられ獲得した状態でフリースピンが始まる。

## ダブルダウンゲーム
配当が発生すると挑戦できる。ディーラーのリールとプレイヤーの3つのリールが回転する。ディーラーの絵柄より強い絵柄を選ぶと勝ちとなり、配当が2倍となる。同じならば引き分けで1倍、負けると没収となる。半分をセーブして半分のみを賭ける「ハーフダブル」も選ぶことができる。また、ゲームの勝敗に関わらず、BAR、7、ジョーカーが3つ揃うとスペシャルボーナスを獲得できる。配当が5001枚以上のときは挑戦できず、最高配当は10万枚となっている。